# Список астероїдів (2101—2200)
| Назва                              | Тимчасове позначення | Дата відкриття    | Місце відкриття                            | Відкривач                                              |
| ---------------------------------- | -------------------- | ----------------- | ------------------------------------------ | ------------------------------------------------------ |
| 2101 Адоніс                        | 1936 CA              | 12 лютого 1936    | Королівська обсерваторія Бельгії           | Ежен Жозеф Дельпорт                                    |
| 2102 Тантал                        | 1975 YA              | 27 грудня 1975    | Паломарська обсерваторія                   | Чарльз Коваль                                          |
| 2103 Лаверна (Laverna)             | 1960 FL              | 20 березня 1960   | Обсерваторія Ла-Плата                      | Обсерваторія Ла-Плата                                  |
| 2104 Торонто (Toronto)             | 1963 PD              | 15 серпня 1963    | Обсерваторія Карла Шварцшильда             | Карл Кемпер                                            |
| 2105 Ґуді (Gudy)                   | 1976 DA              | 29 лютого 1976    | Обсерваторія Ла-Сілья                      | Ганс-Еміль Шустер                                      |
| 2106 Гюго (Hugo)                   | 1936 UF              | 21 жовтня 1936    | Обсерваторія Ніцци                         | Марґеріт Ложьє                                         |
| 2107 Ілмарі (Ilmari)               | 1941 VA              | 12 листопада 1941 | Турку                                      | Люсі Отерма                                            |
| 2108 Отто Шмідт (Otto Schmidt)     | 1948 TR1             | 4 жовтня 1948     | Сімеїз                                     | Пелагея Шайн                                           |
| 2109 Дотел (Dhotel)                | 1950 TH2             | 13 жовтня 1950    | Королівська обсерваторія Бельгії           | Сильвен Арен                                           |
| 2110 Мур-Сіттерлі (Moore-Sitterly) | 1962 RD              | 7 вересня 1962    | Обсерваторія Ґете Лінка                    | Університет Індіани                                    |
| 2111 Цілина (Tselina)              | 1969 LG              | 13 червня 1969    | КрАО                                       | Смирнова Тамара Михайлівна                             |
| 2112 Ульянов (Ulyanov)             | 1972 NP              | 13 липня 1972     | КрАО                                       | Смирнова Тамара Михайлівна                             |
| 2113 Ердні (Ehrdni)                | 1972 RJ2             | 11 вересня 1972   | КрАО                                       | Черних Микола Степанович                               |
| 2114 Валленквіст (Wallenquist)     | 1976 HA              | 19 квітня 1976    | Обсерваторія Маунт-Стромло                 | Клаес-Інґвар Лаґерквіст                                |
| 2115 Іраклій (Irakli)              | 1976 UD              | 24 жовтня 1976    | Обсерваторія Ла-Сілья                      | Річард Вест                                            |
| 2116 Мцхета (Mtskheta)             | 1976 UM              | 24 жовтня 1976    | Обсерваторія Ла-Сілья                      | Річард Вест                                            |
| 2117 Данія (Danmark)               | 1978 AC              | 9 січня 1978      | Обсерваторія Ла-Сілья                      | Річард Вест                                            |
| 2118 Флегстафф (Flagstaff)         | 1978 PB              | 5 серпня 1978     | Станція Андерсон-Меса                      | Г. Л. Джіклас                                          |
| 2119 Schwall                       | 1930 QG              | 30 серпня 1930    | Обсерваторія Гейдельберг-Кеніґштуль        | Макс Вольф, Маріо Ферреро                              |
| 2120 Тюменія (Tyumenia)            | 1967 RM              | 9 вересня 1967    | КрАО                                       | Смирнова Тамара Михайлівна                             |
| 2121 Севастополь (Sevastopol)      | 1971 ME              | 27 червня 1971    | КрАО                                       | Смирнова Тамара Михайлівна                             |
| 2122 П'ятирічка (Pyatiletka)       | 1971 XB              | 14 грудня 1971    | КрАО                                       | Смирнова Тамара Михайлівна                             |
| 2123 Влтава (Vltava)               | 1973 SL2             | 22 вересня 1973   | КрАО                                       | Черних Микола Степанович                               |
| 2124 Ніссен (Nissen)               | 1974 MK              | 20 червня 1974    | Астрономічний комплекс Ель-Леонсіто        | Обсерваторія Фелікса Аґілара                           |
| 2125 Карл-Онтьєс (Karl-Ontjes)     | 2005 P-L             | 24 вересня 1960   | Паломарська обсерваторія                   | К. Й. ван Гаутен, І. ван Гаутен-Ґроневельд, Т. Герельс |
| 2126 Герасимович (Gerasimovich)    | 1970 QZ              | 30 серпня 1970    | КрАО                                       | Смирнова Тамара Михайлівна                             |
| 2127 Таня (Tanya)                  | 1971 KB1             | 29 травня 1971    | КрАО                                       | Черних Людмила Іванівна                                |
| 2128 Везерілл (Wetherill)          | 1973 SB              | 26 вересня 1973   | Паломарська обсерваторія                   | Е. Гелін                                               |
| 2129 Козікоіі (Cosicosi)           | 1973 SJ              | 27 вересня 1973   | Ціммервальдська обсерваторія               | Пауль Вільд                                            |
| 2130 Євдокія (Evdokiya)            | 1974 QH1             | 22 серпня 1974    | КрАО                                       | Журавльова Людмила Василівна                           |
| 2131 Мейолл (Mayall)               | 1975 RA              | 3 вересня 1975    | Обсерваторія Лік                           | А. Р. Клемола                                          |
| 2132 Жуков (Zhukov)                | 1975 TW3             | 3 жовтня 1975     | КрАО                                       | Черних Людмила Іванівна                                |
| 2133 Франсврайт (Franceswright)    | 1976 WB              | 20 листопада 1976 | Гарвардська обсерваторія                   | Гарвардська обсерваторія                               |
| 2134 Денніспалм (Dennispalm)       | 1976 YB              | 24 грудня 1976    | Паломарська обсерваторія                   | Чарльз Коваль                                          |
| 2135 Aristaeus                     | 1977 HA              | 17 квітня 1977    | Паломарська обсерваторія                   | Ш. Дж. Бас, Е. Гелін                                   |
| 2136 Джуґта (Jugta)                | 1933 OC              | 24 липня 1933     | Обсерваторія Гейдельберг-Кеніґштуль        | К. В. Райнмут                                          |
| 2137 Прісцилла (Priscilla)         | 1936 QZ              | 24 серпня 1936    | Обсерваторія Гейдельберг-Кеніґштуль        | К. В. Райнмут                                          |
| 2138 Свіссейр (Swissair)           | 1968 HB              | 17 квітня 1968    | Ціммервальдська обсерваторія               | Пауль Вільд                                            |
| 2139 Махарадзе (Makharadze)        | 1970 MC              | 30 червня 1970    | КрАО                                       | Смирнова Тамара Михайлівна                             |
| 2140 Кемерово (Kemerovo)           | 1970 PE              | 3 серпня 1970     | КрАО                                       | Смирнова Тамара Михайлівна                             |
| 2141 Сімферополь (Simferopol)      | 1970 QC1             | 30 серпня 1970    | КрАО                                       | Смирнова Тамара Михайлівна                             |
| 2142 Ландау (Landau)               | 1972 GA              | 3 квітня 1972     | КрАО                                       | Черних Людмила Іванівна                                |
| 2143 Джимарнольд (Jimarnold)       | 1973 SA              | 26 вересня 1973   | Паломарська обсерваторія                   | Е. Гелін                                               |
| 2144 Марієтта (Marietta)           | 1975 BC1             | 18 січня 1975     | КрАО                                       | Черних Людмила Іванівна                                |
| 2145 Блаау (Blaauw)                | 1976 UF              | 24 жовтня 1976    | Обсерваторія Ла-Сілья                      | Річард Вест                                            |
| 2146 Stentor                       | 1976 UQ              | 24 жовтня 1976    | Обсерваторія Ла-Сілья                      | Річард Вест                                            |
| 2147 Харадзе (Kharadze)            | 1976 US              | 25 жовтня 1976    | Обсерваторія Ла-Сілья                      | Річард Вест                                            |
| 2148 Epeios                        | 1976 UW              | 24 жовтня 1976    | Обсерваторія Ла-Сілья                      | Річард Вест                                            |
| 2149 Швамбранія (Schwambraniya)    | 1977 FX              | 22 березня 1977   | КрАО                                       | Черних Микола Степанович                               |
| 2150 Никтімене (Nyctimene)         | 1977 TA              | 13 жовтня 1977    | Паломарська обсерваторія                   | Вільям Себок                                           |
| 2151 Гадвіґер (Hadwiger)           | 1977 VX              | 3 листопада 1977  | Ціммервальдська обсерваторія               | Пауль Вільд                                            |
| 2152 Ганнібал (Hannibal)           | 1978 WK              | 19 листопада 1978 | Ціммервальдська обсерваторія               | Пауль Вільд                                            |
| 2153 Акіяма (Akiyama)              | 1978 XD              | 1 грудня 1978     | Гарвардська обсерваторія                   | Гарвардська обсерваторія                               |
| 2154 Андергілл (Underhill)         | 2015 P-L             | 24 вересня 1960   | Паломарська обсерваторія                   | К. Й. ван Гаутен, І. ван Гаутен-Ґроневельд, Т. Герельс |
| 2155 Водан (Wodan)                 | 6542 P-L             | 24 вересня 1960   | Паломарська обсерваторія                   | К. Й. ван Гаутен, І. ван Гаутен-Ґроневельд, Т. Герельс |
| 2156 Кате (Kate)                   | A917 SH              | 23 вересня 1917   | Сімеїз                                     | Сергій Бєлявський                                      |
| 2157 Ашбрук (Ashbrook)             | A924 EF              | 7 березня 1924    | Обсерваторія Гейдельберг-Кеніґштуль        | К. В. Райнмут                                          |
| 2158 Тітьєн (Tietjen)              | 1933 OS              | 24 липня 1933     | Обсерваторія Гейдельберг-Кеніґштуль        | К. В. Райнмут                                          |
| 2159 Куккамякі (Kukkamaki)         | 1941 UX              | 16 жовтня 1941    | Турку                                      | Люсі Отерма                                            |
| 2160 Спітцер (Spitzer)             | 1956 RL              | 7 вересня 1956    | Обсерваторія Ґете Лінка                    | Університет Індіани                                    |
| 2161 Ґріссом (Grissom)             | 1963 UD              | 17 жовтня 1963    | Обсерваторія Ґете Лінка                    | Університет Індіани                                    |
| 2162 Аньхой (Anhui)                | 1966 BE              | 30 січня 1966     | Обсерваторія Цзицзіньшань                  | Обсерваторія Червона Гора                              |
| 2163 Корчак (Korczak)              | 1971 SP1             | 16 вересня 1971   | КрАО                                       | КрАО                                                   |
| 2164 Ляля (Lyalya)                 | 1972 RM2             | 11 вересня 1972   | КрАО                                       | Черних Микола Степанович                               |
| 2165 Янг (Young)                   | 1956 RJ              | 7 вересня 1956    | Обсерваторія Ґете Лінка                    | Університет Індіани                                    |
| 2166 Гандаль (Handahl)             | 1936 QB              | 13 серпня 1936    | Сімеїз                                     | Григорій Неуймін                                       |
| 2167 Ерін (Erin)                   | 1971 LA              | 1 червня 1971     | Пертська обсерваторія                      | Пертська обсерваторія                                  |
| 2168 Своуп (Swope)                 | 1955 RF1             | 14 вересня 1955   | Обсерваторія Ґете Лінка                    | Університет Індіани                                    |
| 2169 Тайвань (Taiwan)              | 1964 VP1             | 9 листопада 1964  | Обсерваторія Цзицзіньшань                  | Обсерваторія Червона Гора                              |
| 2170 Білорусь (Byelorussia)        | 1971 SZ              | 16 вересня 1971   | КрАО                                       | КрАО                                                   |
| 2171 Київ (Kiev)                   | 1973 QD1             | 28 серпня 1973    | КрАО                                       | Тамара Смирнова                                        |
| 2172 Плавськ (Plavsk)              | 1973 QA2             | 31 серпня 1973    | КрАО                                       | Смирнова Тамара Михайлівна                             |
| 2173 Маресьєв (Maresjev)           | 1974 QG1             | 22 серпня 1974    | КрАО                                       | Журавльова Людмила Василівна                           |
| 2174 Асмодеус (Asmodeus)           | 1975 TA              | 8 жовтня 1975     | Паломарська обсерваторія                   | Ш. Дж. Бас, Дж. Гукра                                  |
| 2175 Андреа Дорія (Andrea Doria)   | 1977 TY              | 12 жовтня 1977    | Ціммервальдська обсерваторія               | Пауль Вільд                                            |
| 2176 Донар (Donar)                 | 2529 P-L             | 24 вересня 1960   | Паломарська обсерваторія                   | К. Й. ван Гаутен, І. ван Гаутен-Ґроневельд, Т. Герельс |
| 2177 Олівер (Oliver)               | 6551 P-L             | 24 вересня 1960   | Паломарська обсерваторія                   | К. Й. ван Гаутен, І. ван Гаутен-Ґроневельд, Т. Герельс |
| 2178 Казахстанія (Kazakhstania)    | 1972 RA2             | 11 вересня 1972   | КрАО                                       | Черних Микола Степанович                               |
| 2179 Платцек (Platzeck)            | 1965 MA              | 28 червня 1965    | Астрономічний комплекс Ель-Леонсіто        | А. Р. Клемола                                          |
| 2180 Маріяліна (Marjaleena)        | 1940 RJ              | 8 вересня 1940    | Турку                                      | Гейккі Алікоскі                                        |
| 2181 Фоґелін (Fogelin)             | 1942 YA              | 28 грудня 1942    | Обсерваторія Гейдельберг-Кеніґштуль        | К. В. Райнмут                                          |
| 2182 Семірот (Semirot)             | 1953 FH1             | 21 березня 1953   | Обсерваторія Ґете Лінка                    | Університет Індіани                                    |
| 2183 Неуфанг (Neufang)             | 1959 OB              | 26 липня 1959     | Обсерваторія Бойдена                       | Куно Гоффмайстер                                       |
| 2184 Фудзіан (Fujian)              | 1964 TV2             | 9 жовтня 1964     | Обсерваторія Цзицзіньшань                  | Обсерваторія Червона Гора                              |
| 2185 Гуандун (Guangdong)           | 1965 WO              | 20 листопада 1965 | Обсерваторія Цзицзіньшань                  | Обсерваторія Червона Гора                              |
| 2186 Келдиш (Keldysh)              | 1973 SQ4             | 27 вересня 1973   | КрАО                                       | Черних Людмила Іванівна                                |
| 2187 Ла Сілья (La Silla)           | 1976 UH              | 24 жовтня 1976    | Обсерваторія Ла-Сілья                      | Річард Вест                                            |
| 2188 Орлятко (Orlenok)             | 1976 UL4             | 28 жовтня 1976    | КрАО                                       | Журавльова Людмила Василівна                           |
| 2189 Сарагоса (Zaragoza)           | 1975 QK              | 30 серпня 1975    | Астрономічний комплекс Ель-Леонсіто        | Обсерваторія Фелікса Аґілара                           |
| 2190 Кубертен (Coubertin)          | 1976 GV3             | 2 квітня 1976     | КрАО                                       | Микола Черних                                          |
| 2191 Уппсала (Uppsala)             | 1977 PA1             | 6 серпня 1977     | Обсерваторія Маунт-Стромло                 | Клаес-Інґвар Лаґерквіст                                |
| 2192 П'ятигорія (Pyatigoriya)      | 1972 HP              | 18 квітня 1972    | КрАО                                       | Смирнова Тамара Михайлівна                             |
| 2193 Джексон (Jackson)             | 1926 KB              | 18 травня 1926    | Республіканська обсерваторія Йоганнесбурга | Гарі Едвін Вуд                                         |
| 2194 Арпола (Arpola)               | 1940 GE              | 3 квітня 1940     | Турку                                      | Ірйо Вяйсяля                                           |
| 2195 Тенгстрьом (Tengstrom)        | 1941 SP1             | 27 вересня 1941   | Турку                                      | Люсі Отерма                                            |
| 2196 Еллікотт (Ellicott)           | 1965 BC              | 29 січня 1965     | Обсерваторія Ґете Лінка                    | Університет Індіани                                    |
| 2197 Шанхай (Shanghai)             | 1965 YN              | 30 грудня 1965    | Обсерваторія Цзицзіньшань                  | Обсерваторія Червона Гора                              |
| 2198 Сеплеха (Ceplecha)            | 1975 VF              | 7 листопада 1975  | Гарвардська обсерваторія                   | Гарвардська обсерваторія                               |
| 2199 Клет (Klet)                   | 1978 LA              | 6 червня 1978     | Обсерваторія Клеть                         | Антонін Мркос                                          |
| 2200 Пасадена (Pasadena)           | 6090 P-L             | 24 вересня 1960   | Паломарська обсерваторія                   | К. Й. ван Гаутен, І. ван Гаутен-Ґроневельд, Т. Герельс |

| Астероїди 1—10000 → |           |           |           |           |           |           |           |           |            |
| 1—100               | 1001—1100 | 2001—2100 | 3001—3100 | 4001—4100 | 5001—5100 | 6001—6100 | 7001—7100 | 8001—8100 | 9001—9100  |
| 101—200             | 1101—1200 | 2101—2200 | 3101—3200 | 4101—4200 | 5101—5200 | 6101—6200 | 7101—7200 | 8101—8200 | 9101—9200  |
| 201—300             | 1201—1300 | 2201—2300 | 3201—3300 | 4201—4300 | 5201—5300 | 6201—6300 | 7201—7300 | 8201—8300 | 9201—9300  |
| 301—400             | 1301—1400 | 2301—2400 | 3301—3400 | 4301—4400 | 5301—5400 | 6301—6400 | 7301—7400 | 8301—8400 | 9301—9400  |
| 401—500             | 1401—1500 | 2401—2500 | 3401—3500 | 4401—4500 | 5401—5500 | 6401—6500 | 7401—7500 | 8401—8500 | 9401—9500  |
| 501—600             | 1501—1600 | 2501—2600 | 3501—3600 | 4501—4600 | 5501—5600 | 6501—6600 | 7501—7600 | 8501—8600 | 9501—9600  |
| 601—700             | 1601—1700 | 2601—2700 | 3601—3700 | 4601—4700 | 5601—5700 | 6601—6700 | 7601—7700 | 8601—8700 | 9601—9700  |
| 701—800             | 1701—1800 | 2701—2800 | 3701—3800 | 4701—4800 | 5701—5800 | 6701—6800 | 7701—7800 | 8701—8800 | 9701—9800  |
| 801—900             | 1801—1900 | 2801—2900 | 3801—3900 | 4801—4900 | 5801—5900 | 6801—6900 | 7801—7900 | 8801—8900 | 9801—9900  |
| 901—1000            | 1901—2000 | 2901—3000 | 3901—4000 | 4901—5000 | 5901—6000 | 6901—7000 | 7901—8000 | 8901—9000 | 9901—10000 |